# 43-я сессия Комитета всемирного наследия ЮНЕСКО
43-я се́ссия Комите́та Всеми́рного насле́дия ЮНЕ́СКО проходила в городе Баку (Азербайджан) с 30 июня по 10 июля 2019 года под председательством министра культуры Азербайджана Абульфаса Гараева. В работе сессии приняли участие делегации от 21 страны-члена Комитета всемирного наследия, а также наблюдатели от государств-сторон Конвенции об охране культурного и природного наследия 1972 года.
На рассмотрение Комитета было представлено 35 номинаций в 34 странах мира, в том числе одна номинация на значительное изменение границ. Кроме того, было предложено рассмотреть состояние 166 объектов всемирного наследия, включая 54 объекта из списка всемирного наследия, находящегося под угрозой.
В результате работы сессии список пополнился 29 новыми объектами (24 по культурным критериям, 4 по природным, 1 по смешанным), один объект был расширен. Кроме того, были внесены изменения в список всемирного наследия, находящегося под угрозой. Данный список пополнился одним объектом, и два объекта были из него исключены.
По состоянию на 10 июля 2019 года в списке всемирного наследия находился 1121 объект из 167 стран мира. Список всемирного наследия, находящегося под угрозой, состоял из 53 объектов в 33 странах мира.
На сессии было принято решение очередную 44-ю сессию Комитета всемирного наследия провести в китайском городе Фучжоу в 2020 году.

## Объекты, внесённые в список всемирного наследия
| #  | Изображение | Название | Страна           | №    | Критерии      |
| -- | ----------- | --- | ---------------- | ---- | ------------- |
| 1  |             | Вавилон (англ. Babylon) | Ирак             | 278  | iii, vi       |
| 2  |             | Парати и Илья-Гранди — культура и биоразнообразие (англ. Paraty and Ilha Grande – Culture and Biodiversity)                                                                                   | Бразилия         | 1308 | v, x          |
| 3  |             | Горнодобывающий регион Рудных гор (англ. Erzgebirge/Krušnohoří Mining Region) | Германия Чехия   | 1478 | ii, iii, iv   |
| 4  |             | Архитектура XX века Фрэнка Ллойда Райта (англ. The 20th-Century Architecture of Frank Lloyd Wright)                                                                                           | США              | 1496 | ii            |
| 5  |             | Совон — корейские неоконфуцианские академии (англ. Seowon, Korean Neo-Confucian Academies) | Республика Корея | 1498 | iii           |
| 6  |             | Храмы псковской архитектурной школы (англ. Churches of the Pskov School of Architecture) | Россия           | 1523 | ii            |
| 7  |             | Могильные курганы Дильмуна (англ. Dilmun Burial Mounds) | Бахрейн          | 1542 | iii, iv       |
| 8  |             | Исторический центр Шеки вместе с Ханским дворцом (англ. Historic Centre of Sheki with the Khan’s Palace)                                                                                      | Азербайджан      | 1549 | ii, v         |
| 9  |             | Холмы Просекко в Конельяно и Вальдоббьядене (Le Colline del Prosecco di Conegliano e Valdobbiadene)                                                                                           | Италия           | 1571 | v             |
| 10 |             | Дворцовый ансамбль Мафра — дворец, базилика, монастырь, сад Серку и охотничий парк Тапада (англ. Royal Building of Mafra – Palace, Basilica, Convent, Cerco Garden and Hunting Park (Tapada)) | Португалия       | 1573 | iv            |
| 11 |             | Культурный ландшафт Будж Бим (англ. Budj Bim Cultural Landscape) | Австралия        | 1577 | iii, v        |
| 12 |             | Культурный ландшафт Риско-Кайдо и священных гор Гран-Канарии (англ. Risco Caido and the Sacred Mountains of Gran Canaria Cultural Landscape)                                                  | Испания          | 1578 | iii, v        |
| 13 |             | Система управления водными ресурсами Аугсбурга (англ. Water Management System of Augsburg) | Германия         | 1580 | ii, iv        |
| 14 |             | Гирканские леса (англ. Hyrcanian Forests) | Иран             | 1584 | ix            |
| 15 |             | Мегалитические кувшины в Сиангкхуанг: Долина кувшинов (англ. Megalithic Jar Sites in Xiengkhuang – Plain of Jars)                                                                             | Лаос             | 1587 | iii           |
| 16 |             | Баган (англ. Bagan) | Мьянма           | 1588 | iii, iv, vi   |
| 17 |             | Ландшафт для разведения и дрессуры упряжных лошадей в Кладрубах-над-Лабем (англ. Landscape for Breeding and Training of Ceremonial Carriage Horses at Kladruby nad Labem)                     | Чехия            | 1589 | iv, v         |
| 18 |             | Святилище Бон-Жезуш-ду-Монти в городе Брага (англ. Sanctuary of Bom Jesus do Monte in Braga)                                                                                                  | Португалия       | 1590 | iv            |
| 19 |             | Руины древнего города Лянчжу (англ. Archaeological Ruins of Liangzhu City) | Китай            | 1592 | iii, iv       |
| 20 |             | Группа курганов Модзу-Фуруити Кофунгун: гробницы древней Японии (англ. Mozu-Furuichi Kofun Group: Mounded Tombs of Ancient Japan)                                                             | Япония           | 1593 | iii, iv       |
| 21 |             | Обсерватория Джодрелл-Бэнк (англ. Jodrell Bank Observatory) | Великобритания   | 1594 | i, ii, iv, vi |
| 22 |             | Райтинг-он-Стоун/Áisínai'pi (англ. Writing-on-Stone / Áísínai’pi) | Канада           | 1597 | iii           |
| 23 |             | Кшемёнки, район добычи полосатого кремня (англ. Krzemionki Prehistoric Striped Flint Mining Region)                                                                                           | Польша           | 1599 | iii, iv       |
| 24 |             | Памятники древней металлургии (англ. Ancient Ferrous Metallurgy Sites of Burkina Faso) | Буркина-Фасо     | 1602 | iii, iv, vi   |
| 25 |             | Французские Южные территории и моря (англ. French Austral Lands and Seas) | Франция          | 1603 | vii, ix, x    |
| 26 |             | Национальный парк Ватнайёкюдль — динамичная природа льда и огня (англ. Vatnajökull National Park - Dynamic Nature of Fire and Ice)                                                            | Исландия         | 1604 | viii          |
| 27 |             | Город Джайпур, Раджастхан (англ. Jaipur City, Rajasthan) | Индия            | 1605 | ii, iv, vi    |
| 28 |             | Убежища перелётных птиц вдоль побережья Жёлтого моря и залива Бохайвань (этап I) (англ. Migratory Bird Sanctuaries along the Coast of Yellow Sea-Bohai Gulf of China (Phase I))               | Китай            | 1606 | x             |
| 29 |             | Наследие добычи угля Омбилин в Савалунто (англ. Ombilin Coal Mining Heritage of Sawahlunto)                                                                                                   | Индонезия        | 1610 | ii, iv        |

## Расширение объектов, находящихся в списке всемирного наследия
| # | Изображение | Название | Изменения                                                | Страна                     | №  | Год внесения в список |
| - | ----------- | --- | -------------------------------------------------------- | -------------------------- | -- | --------------------- |
| 1 |             | Природное и культурное наследие Охридского региона (англ. Natural and Cultural Heritage of the Ohrid region) | В состав объекта включён участок в Албании (113,79 км2). | Албания Северная Македония | 99 | 1980                  |

## Объекты, внесённые в список всемирного наследия, находящегося под угрозой
| # | Изображение | Название | Причина включения                                                         | Страна  | №    | Год внесения в список |
| - | ----------- | --- | ------------------------------------------------------------------------- | ------- | ---- | --------------------- |
| 1 |             | Острова и охраняемые природные территории в районе Калифорнийского залива (англ. Islands and Protected Areas of the Gulf of California) | Из-за угрозы исчезновения эндемичного вида калифорнийской морской свиньи. | Мексика | 1182 | 2005                  |

## Объекты, исключённые из списка всемирного наследия, находящегося под угрозой
| # | Изображение | Название | Примечание | Страна    | №    | Год внесения в список |
| - | ----------- | --- | --- | --------- | ---- | --------------------- |
| 1 |             | Производства селитры Хамберстон и Санта-Лаура (англ. Humberstone and Santa Laura Saltpeter Works)                                      | Объект был внесён в список в 2005 году из-за неустойчивости зданий, отсутствия технического обслуживания и систем мониторинга, а также ущерба, нанесённого в результате сильных ветров. Исключён из-за установления круглосуточного наблюдения, строительства ограждений, строительства объездной дороги, а также введения мер безопасности для посетителей. | Чили      | 1178 | 2005                  |
| 2 |             | Базилика Рождества Христова и тропы паломников (англ. Birthplace of Jesus: Church of the Nativity and the Pilgrimage Route, Bethlehem) | Объект был внесён в список в 2012 году из-за неудовлетворительного состояния базилики. Исключён из-за высокого качества работ, в том числе по реставрации её кровли, наружных фасадов, мозаик и дверей. | Палестина | 1433 | 2012                  |

## Карта
- — объекты, внесённые в список всемирного наследия
- — объекты, находящиеся в списке всемирного наследия и получившие изменения
- — объекты, внесённые в список всемирного наследия, находящегося под угрозой
- — объекты, исключённые из списка всемирного наследия, находящегося под угрозой